# Crazy Beat
«Crazy Beat» es una canción de la banda de rock británica Blur, de su séptimo álbum, Think Tank (2003). La canción fue escrita y producida por Damon Albarn, Alex James y Dave Rowntree en Marruecos, con Norman Cook como productor. Se estrenó en radios alternativas estadounidenses el 17 de marzo de 2003, a través de Virgin Records, y se lanzó comercialmente en el Reino Unido el 7 de julio de 2003, a través de Parlophone, incluyendo las canciones «The Outsider» y «Don't Be» como caras B. «Crazy Beat», una canción de tres acordes, es un tema dance-pop y electropop con influencias del big beat y el nu metal. Su letra elogia el efecto de la música y las discotecas en el público.
«Crazy Beat» recibió críticas mixtas, que generalmente la compararon con el sencillo anterior de la banda, «Song 2» (1997). Si bien algunos consideraron la canción interesante, otros la expresaron «caricaturesca» y fuera de lugar en Think Tank. En el Reino Unido, «Crazy Beat» alcanzó el puesto número 18, mientras que a nivel mundial no llegó a alcanzar las primeras posiciones. En Estados Unidos, se convirtió en el primer sencillo de Blur desde «Song 2» en entrar en la lista Modern Rock Tracks, donde alcanzó el puesto número 22. Se lanzaron dos videos musicales de la canción. El primero, dirigido por el colectivo de animación Shynola, muestra a la banda tocando en un pub mientras una onda de audio verde cobra vida; mientras que una versión alternativa, dirigida por John Hardwick, muestra a cuatro mujeres realizando una rutina de baile. Blur interpretó «Crazy Beat» en algunos programas de televisión y conciertos en vivo.

## Trasfondo y desarrollo

El mural utilizado en la portada del sencillo, diseñado por Banksy en Stoke Newington

Las sesiones de grabación de Think Tank comenzaron en noviembre de 2001 en Londres con la ausencia del guitarrista Graham Coxon, quien había estado luchando contra el alcoholismo y la depresión, por lo que no pudo asistir a las sesiones iniciales. Finalmente, dejó la banda en 2002 tras sufrir una crisis nerviosa durante estas sesiones. Los miembros restantes de Blur decidieron seguir grabando y viajaron a Marruecos para continuar el desarrollo del álbum, con la intención de «escapar del gueto en el que nos encontráramos y liberarnos yendo a un lugar nuevo y emocionante». La decisión estuvo influenciada por una visita del vocalista Damon Albarn al país. La banda se instaló en Marrakech, donde construyeron un estudio juntos, lo que «acercaba a todos». El bajista Alex James admitió más tarde: «Fue un verdadero lío ir a Marruecos. Tuvimos que pasar por la aduana porque no nos dejaban importar nuestro equipo. Fue una lucha y costó una fortuna», y añadió que «valió la pena». El músico Norman Cook, conocido como Fatboy Slim, fue invitado a colaborar en el proyecto, ya que, según James, fue una «inyección de energía fresca realmente buena en un momento del proceso que la necesitábamos, y entiende la música a la perfección».
La villa que la banda había alquilado en Marrakech ofreció varias salas de grabación. Hiller recordó que el sonido de batería de «Crazy Beat» es simplemente el efecto de una habitación con suelo de mármol, paredes de azulejos y techo de hormigón, lo que proporcionaba una «reverberación realmente potente». «Crazy Beat» se concibió inicialmente de una manera diferente, y Albarn describió su primera versión como una «traslación pésima de Daft Punk». Sin embargo, la banda y la producción implicada «se cansaron y luego añadieron esa línea de guitarra descendente para darle un toque más brusco». Más tarde, retomó la canción como «solo un poco de diversión que tuvimos con Norman», como uno de los «pocos momentos en los que nos soltamos y nos volvimos tontos» durante la grabación de Think Tank. Durante estas sesiones, Cook también produjo «Gene by Gene», otra canción presente en el disco. En 2015, Albarn declaró que lamentaba haber incluido «Crazy Beat» en Think Tank, en lugar de una canción titulada «Me, White Noise», atribuyendo su decisión a influencias externas de la época; esta última sí estaba en el disco, oculta como prólogo gracias a una artimaña digital que revelaba la canción si se rebobinaba el CD.

## Lanzamiento
«Crazy Beat» fue lanzado comercialmente el 7 de julio de 2003 en el Reino Unido, por Parlophone. El lanzamiento incluyó dos canciones como caras B: «Don't Be», grabada por la banda en Marrakech, que se incluyó en la versión en CD del sencillo, mientras que «The Outsider» se incluyó en el formato de vinilo de 7". La versión en DVD del sencillo incluyó ambos temas, además del video musical de «Crazy Beat», así como una versión animada exclusiva del storyboard del video, mientras que el sencillo en CD incluyó una sección mejorada con el video alternativo del tema. La portada del sencillo presenta un retrato satírico de la familia real británica realizado por el artista de graffiti inglés Banksy; el mural fue pintado en un edificio en Stoke Newington. En septiembre de 2009, trabajadores enviados por el Ayuntamiento de Hackney (Londres), pintaron la mayor parte del mural con pintura negra, en contra de la voluntad del propietario del edificio. Sin embargo, una multitud se congregó y detuvo a los trabajadores antes de destruir la obra de arte por completo. En Estados Unidos, Virgin Records distribuyó el tema a estaciones de radio alternativas el 17 de marzo de 2003, como el sencillo principal del álbum en la región. Además, «Crazy Beat» se usó en un anuncio de la marca de ropa Levi's. En el momento de su lanzamiento, la banda pensó que la canción no representaba del todo el sonido de Think Tank.

## Composición

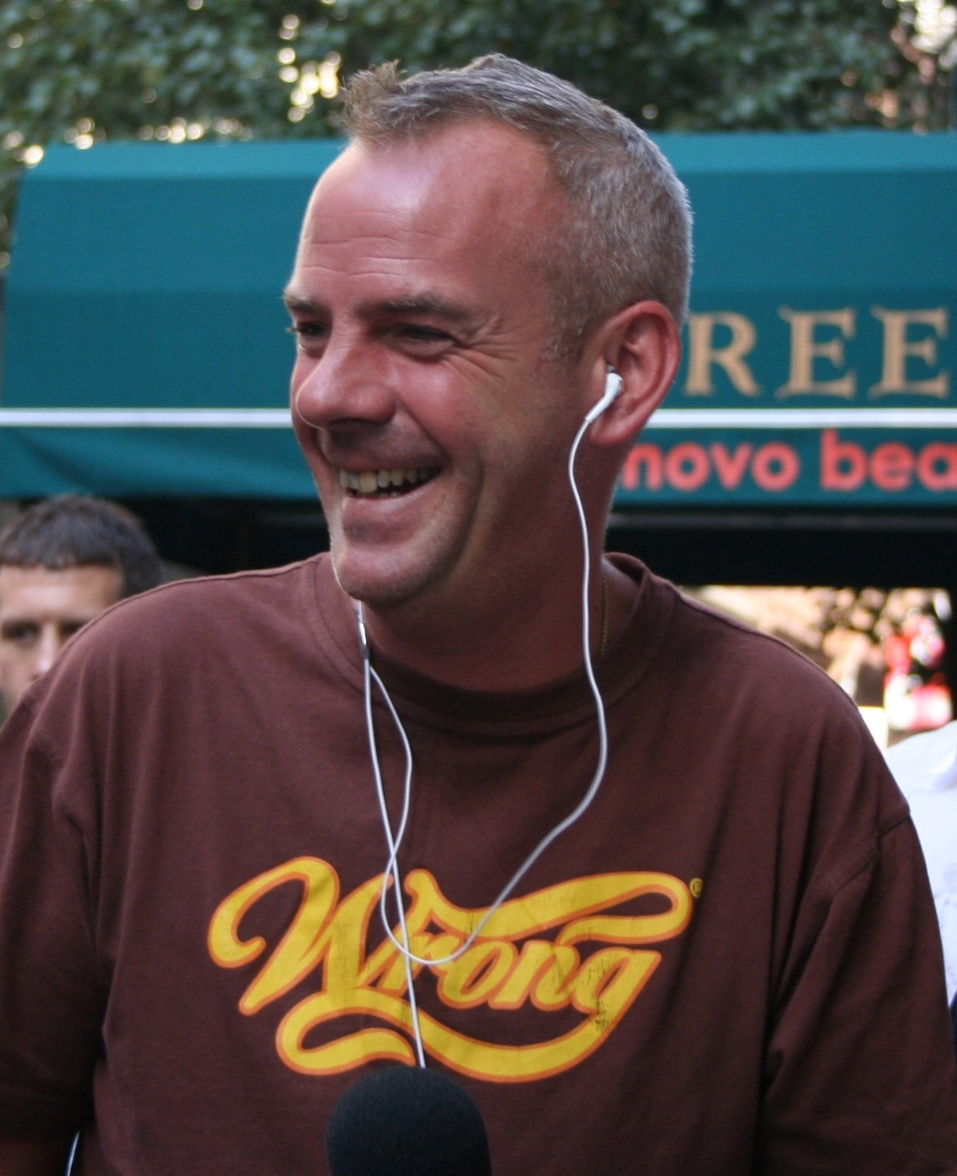
Norman Cook, más conocido como Fatboy Slim (fotografiado en 2006), fungió como productor de «Crazy Beat»

«Crazy Beat» fue escrita y producida por Blur, con Cook también como productor. Musicalmente, es una canción dance-pop y electropop basada en tres acordes «ruidosos». Los críticos también destacaron la influencia del big beat y el nu metal en su composición. También presenta un «gran ritmo rock y una guitarra fuzz-punk», junto con una «percusión contundente». Según Bram Teitelman de Billboard, la canción es «una de las canciones con más guitarra en la carrera del grupo» y señaló que no era representativa del resto de Think Tank, que la encontró «incursionando en la música del mundo». Lúcio Ribeiro de Folha de S. Paulo escribió que era «la canción rock del disco». Para Kitty Empire de The Observer, «Crazy Beat» era una melodía de rock crudo con dinámica de pista de baile añadida por Cook. Steve Lowe de Q la interpretó como la versión de Blur de «I Wanna Be Your Dog» (1969) de The Stooges.
«Crazy Beat» comienza con un loop de batería característico de Fatboy Slim y voces vocoderizadas que repiten el título de la canción, antes de convertirse en «el Blur clásico, con una guitarra profunda y retumbante y una batería analógica feroz». Algunos periodistas compararon la voz vocoderizada con la del personaje de dibujos animados Donald Duck; Jeff Elbel de Paste también comentó que se asemeja a «Disco Duck» (1976) de Rick Dees. Durante el estribillo, Albarn grita «yeah yeah yeah!». Para muchos críticos, «Crazy Beat» recordaba a «Song 2» (1997) de Blur, así como a obras de The Clash. Líricamente, la canción elogia los efectos de la música y los clubes en la gente, en el estilo de «la mejor música hace que la gente se reúna». La letra también menciona a la Agencia Central de Inteligencia.

## Recepción crítica
«Crazy Beat» recibió reseñas mixtas de la crítica musical. Según Nigel Williamson de Uncut, la canción «lleva la inconfundible firma de dibujos animados de Fatboy Slim». Steve Lowe de Q la consideró «el momento cumbre del álbum con Fatboy Slim» y afirmó que fue «sin duda un éxito». Keith Phipps de The A.V. Club comentó que la canción «suena como un enano desquiciado» y la describió como «una canción tremendamente aduladora». John Lamb de The Forum of Fargo-Moorhead la describió como «vibrante» y escribió que «satisfaría la necesidad de novedad de cualquier oyente». El equipo de The Independent consideró que «Crazy Beat» era un «primo segundo» de «Song 2», destacando su «irónica arrogancia». Russell Baillie, de The New Zealand Herald, también lo describió como un tema similar al mencionado anteriormente, como «un ritmo potente, contagioso, poderoso y dinámico». Bram Teitelman, de Billboard, afirmó que «la combinación de la producción de Cook y el agresivo riff de guitarra le da a “Crazy Beat” una dosis de adrenalina, y parece destinada a seguir los pasos de “Song 2” como un clásico en los eventos deportivos». Jeres, de Playlouder, comentó que «tiene mucha fuerza y muchos extraños y chapoteantes eructos diabólicos para el entretenimiento».
Kitty Empire, de The Observer, comentó que la canción no era «el mejor momento de Blur ni de Norman Cook, pero tranquilizará a los seguidores de Blur [y a la discográfica] de que la banda no ha desaparecido por completo de la colección de música del mundo de Albarn». Steve Harnell, de Classic Pop, la describió como «diversión sin fundamento», pero opinó que los puntos fuertes de Think Tank «se encontraban principalmente en otros lugares». Para Alex Needham, de NME, la canción «suena como cuatro viejos vándalos exhibiéndose en una discoteca». Según Andy Greenwald, de Spin, el «escapismo juvenil» presente en la canción se sentía forzado y hueco. Compartiendo una opinión similar, Sam Bloch, de Stylus Magazine, dijo que la canción tenía un «comercialismo hueco». Rob Brunner, de Entertainment Weekly, desestimó «Crazy Beat» como un «artilugio desechable con voz de caricatura que no es ni perturbador ni bailable». Por su parte, Ryan Leas de Stereogum consideró que fue «uno de los peores momentos de Blur» y «una repetición caricaturesca de ideas que lograron mejor en otros álbumes»; Jeff Elbel de Paste también calificó «Crazy Beat» de «caricaturesca».
Alexis Petridis de The Guardian calificó los temas de Cook en Think Tank, incluyendo «Crazy Beat», como «colaboraciones con un sonido recargado» que «no alcanzan su ambición», además de ser «una decepción». Devon Powers de PopMatters lo describió como un «rock enérgico y punk», aunque «por mucho que esta canción pueda atraer al público neo-DIY, con su estribillo trepidante y su melodía animada, Blur no lo es en absoluto». John Murphy escribió para musicOMH que «Crazy Beat» «resulta algo discordante en el álbum». Continuó diciendo que era «básicamente un remix de Fatboy Slim de “Song 2”», y aunque probablemente sería un éxito comercial, "no suena del todo bien entre la belleza de “Out Of Time” y “Good Song”». Para Sal Cinquemani de Slant Magazine, la canción «suena fuera de lugar» en el álbum. En una línea similar, Gareth James de Clash la describió como un «despropósito descarado de “éxito por números”» que estaba «claramente fuera de lugar» en Think Tank. Ben Gilbert de Dotmusic condenó la canción, señalando su «ruido primario perezoso, predecible, inferior a “Song 2” y su estribillo inútil y desechable», y afirmando que era «el momento más débil de Think Tank con diferencia». De manera similar, Thomas Hannan de The Line of Best Fit la describió como una «abominación inferior a “Song 2”». Julian Marshall escribió para BBC Newsbeat que «Crazy Beat» «ha envejecido mal» y sonaba como un éxito novedoso.

## Rendimiento comercial
En el Reino Unido, «Crazy Beat» debutó en el puesto número 18 de la lista UK Singles Chart durante la semana del 19 de julio de 2003, antes de desaparecer de la lista dos semanas después. Posteriormente, regresó para mantenerse dos semanas, totalizando cinco semanas en la lista. Fuera del Reino Unido, la canción alcanzó posiciones más bajas; en Escocia, alcanzó el puesto número 26, mientras que alcanzó el puesto número 41 en Irlanda y el número 20 en Suecia. En Estados Unidos, «Crazy Beat» alcanzó el puesto número 22 en la lista Alternative Airplay, compilada por Billboard; se convirtió en la primera aparición de Blur en la lista desde «Song 2», así como la última hasta «The Narcissist» (2023). En Canadá, el sencillo también alcanzó el puesto número 30 en la lista Canadian Hot 100. En todo el Eurochart Hot 100 Singles, la canción alcanzó el puesto número 63 en la semana del 26 de julio de 2003.

## Promoción

### Video musical
Se crearon dos videos musicales para acompañar el lanzamiento del sencillo. El primero fue dirigido por el colectivo de animación Shynola a finales de marzo de 2003 en los estudios Ealing de Londres y se estrenó en la página web de MTV al mes siguiente. También se emitió en MTV2 en mayo de 2003. El video muestra a la banda interpretando la canción en un pub mientras una onda de audio verde cobra vida vibrando al ritmo de la música. Un video alternativo fue dirigido por John Hardwick; muestra a cuatro mujeres bailando al ritmo de la canción, con vestidos marrones a juego y pelucas rubias.

### Presentaciones en vivo
Aunque MTV informó que a Blur le molestó tocar la canción en programas de televisión en el momento de su lanzamiento, «Crazy Beat» se interpretó en Top of the Pops, Headliners y Supersonic. La canción también se tocó durante una serie de shows de apoyo a Think Tank en 2003.

## Lista de canciones
| 7" (Reino Unido) |                |          |  |
| N.º              | Título         | Duración |  |
| 1.               | «Crazy Beat»   | 3:14     |  |
| 2.               | «The Outsider» | 5:13     |  |

| CD (Reino Unido y Australia) |              |          |  |
| N.º                          | Título       | Duración |  |
| 1.                           | «Crazy Beat» | 3:14     |  |
| 2.                           | «Don't Be»   | 2:39     |  |
| 3.                           | «Crazy Beat» | 3:35     |  |

| DVD (Reino Unido) |                |          |  |
| N.º               | Título         | Duración |  |
| 1.                | «Crazy Beat»   | 3:22     |  |
| 2.                | «Don't Be»     | 2:38     |  |
| 3.                | «The Outsider» | 5:13     |  |
| 4.                | «Crazy Beat»   | 1:56     |  |

| CD (versión canadiense) |              |          |  |
| N.º                     | Título       | Duración |  |
| 1.                      | «Crazy Beat» | 3:14     |  |
| 2.                      | «Tune Two»   | 3:48     |  |

## Créditos
Créditos y personal adaptados de las notas interiores de Think Tank.
- Damon Albarn – voz, compositor, productor, guitarras, programación
- Alex James – compositor, productor, bajo, coros
- Dave Rowntree – compositor, productor, batería, programación
- Fatboy Slim – productor, teclados, sintetizadores, programación, efectos
- Ben Hillier – percusión, ingeniero, mezcla
- Jason Cox – asistente de producción, ingeniero
- James Dring – ingeniero adicional, programación

## Posicionamiento en listas
| Lista (2003)                           | Posición más alta |
| -------------------------------------- | ----------------- |
| Australia (ARIA)                       | 102               |
| Canadá (Canadian Hot 100)              | 30                |
| Europa (Eurochart Hot 100)             | 63                |
| Alemania (Offizielle Deutsche Charts)  | 98                |
| Irlanda (IRMA)                         | 41                |
| Escocia (Scottish Singles Sales Chart) | 26                |
| Suecia (Sverigetopplistan)             | 20                |
| Reino Unido (UK Singles Chart)         | 18                |
| Estados Unidos (Alternative Airplay)   | 22                |

## Historial de lanzamiento
| Region         | Fecha               | Formato(s)            | Sello      | Ref.   |
| -------------- | ------------------- | --------------------- | ---------- | ------ |
| Estados Unidos | 17 de marzo de 2003 | Radio alternativa     | Virgin     | [ 14 ] |
| Reino Unido    | 7 de julio de 2003  | Sencillo en CD DVD 7" | Parlophone | [ 11 ] |